# Accessus
Accessus é um termo aplicado à votação no conclave para a eleição de um papa, pelo qual um cardeal muda seu voto e adere a algum outro candidato. A votação por accessus foi usado pela primeira vez no conclave de 1455. O procedimento foi provavelmente adotado do senado romano, onde um senador aderente poderia fisicamente mover-se para se juntar aos defensores de uma proposta.
Quando os votos dos cardeais eram contados após a primeira votação e a maioria de dois terços não iria para nenhum dos candidatos, na oportunidade seguinte o voto era concedido por um cardeal para mudar seu voto, escrevendo "Accedo domino Cardinali" , mencionando um dos que foram considerados, mas não o cardeal para quem já votou. Se ele não desejasse mudar seu voto para alguém, o cardeal poderia votar "Nemini" ("para ninguém"). Se esses votos suplementares de adesão, somados aos que um candidato recebeu, desse pelo menos a igualdade de dois terços do total dos votos, então era eleito. Se não, as cédulas eram queimadas e no dia seguinte, continuaria a eleição do modo tradicional.
Eleição por accessus só foi possível porque, até meados do século XX, as cédulas utilizadas por cada cardeal eram identificados por um texto da Sagrada Escritura no verso. Quando um cardeal decidia usar o direito de adesão, suas duas cédulas tinham de "ser comparadas e identificadas pelo texto sobre a face inversa da votação, de modo a evitar um voto duplo para o mesmo candidato por qualquer eleitor".
Assim, o voto por adesão eliminou o sigilo do primeiro escrutínio.
A votação por accessus foi proibida pelo cardeal-decano Luigi Oreglia di Santo Stefano no conclave de 1903 e, posteriormente, esta forma de eleição foi suprimida da legislação da Igreja.